# 法布雷格
法布雷格（法語：Fabrègues，法語發音：[fabʁɛɡ]）是法国埃罗省的一个市镇，属于蒙彼利埃区。

## 地理
法布雷格（43°33'1"N, 3°46'34"E）面积31.46 平方千米，位于法国奧克西塔尼大區埃罗省，该省份为法国南部沿海省份，南濒地中海，西南接奥德省，西北接塔恩省和阿韦龙省，东北与加尔省接壤。
与法布雷格接壤的市镇（或旧市镇、城区）包括：库尔农塞克、库尔农泰拉勒、日让、米尔瓦勒、皮尼昂、圣让德韦达斯、索桑、维克拉加尔迪奥勒、马格洛讷新城。

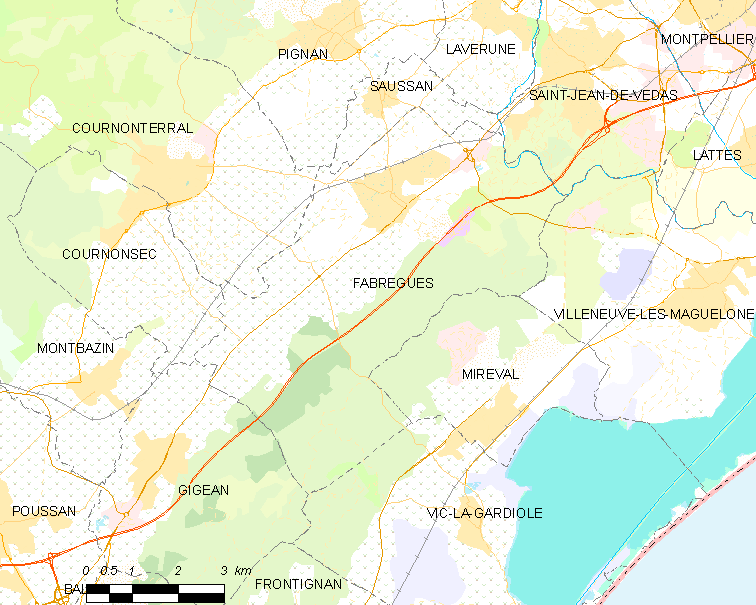
法布雷格的OSM定位图

法布雷格的时区为UTC+01:00、UTC+02:00（夏令时）。

## 行政
法布雷格的邮政编码为34690，INSEE市镇编码为34095。

## 政治
法布雷格所属的省级选区为皮尼昂县。

## 人口

1962-2008年间法布雷格人口变化图示

法布雷格于2022年1月1日时的人口数量为7200人。